# 穆斯林理事會聯盟
穆斯林理事會聯盟是巴基斯坦穆斯林聯盟的一個派別，它與支持巴基斯坦總統阿尤布·汗軍事政權的穆斯林大會聯盟分開。